# 8XR
8XR — бесплатный браузерный игровой движок для создания 3D-игр с использованием HTML и паттерна Entity component system. В движок включены инструмент создания графики и визуальный скриптовый язык.

## Технология
Движок был создан двумя энтузиастами VR/AR и инженерами-программистами — Марком Коршаковым и Славой Сабининым. Бета-версия продукта была представлена в мае 2022 года.
Движок использует three.js и WebGL. Хотя работа с движком осуществляется через браузер, результат можно также загрузить для VR/AR-гарнитур.
Движок 8XR — единственный браузерный игровой движок, который не основан на шаблонах и предлагает пользователям самостоятельно создавать 3D-игры с нуля. В него также включена нейросеть для генерации 3D-моделей.

### Применение
Движок 8XR использовался для следующих проектов:
- Haken Art Award[7]
- Арт-резиденция Digital Air[8]
- Арт-резиденция Chimera[9]
- Metaverse Fashion Council[10]